# Томаш Зиго
Томаш Зиго (слч. Tomáš Zigo — Банска Бистрица, 11. април 1992) професионални је словачки хокејаш на леду који игра на позицији центра.
Члан је сениорске репрезентације Словачке за коју је на међународној сцени дебитовао на светском првенству 2017. године.